# فروتقه
فروتقه به گویش کاشمری: فُروتِیْن، نام روستایی از توابع بخش مرکزی شهرستان کاشمر در استان خراسان رضوی است. این روستا در دهستان بالا ولایت قرار دارد و برپایه سرشماری سال ۱۳۹۵ جمعیت آن ۳٬۲۸۱ نفر (۱٬۰۵۱ خانوار) است.

## وجه تسمیه و پیشینه
علت نامگذاری این روستا به فروتقه به دوران بسیار گذشته برمیگردد که این روستا در کنار یک چشمه قنات احداث ونام اولیه آن فرورفته بوده که با گذشت زمان به فروتقه تغییر نام داده است.
فروتقه در کنار شمال فدافن و در غرب تربقان از جمله آبادی‌های کهن کاشمر هستند است که در روزگار حمله مغول، با مهاجمان به مبارزه پرداختند. فروتقه در آن زمان در مسیر راه زاوه به بیهق و گناباد به نیشابور قرار داشت و روستایی آباد و دارای قناتی پرآب بود. در گویش کهن آن دوره خراسان بزرگ برای حفر قنات و ایجاد گالری (سو) از واژه «تقه» استفاده می‌شد.
فروتقه را باید از روستاهای کهنسال ترشیز بزرگ و شهرستان کاشمر می‌باشد. وجود یخدان ۲۰۰ ساله، حمام قدیمی، مزار دو پیر، وجود چهار شیر آب، منازل قدیمی با عمری بیش از یک قرن و رواج هنر قالی بافی و رنگرزی در کنار آداب و رسوم اهالی گواهی بر قدمت دیرینه این روستاست.

## موقعیت
فروتقه از نظر فاصله تا شهر به دلیل گسترش شهر فاصله‌ای ندارد و می‌توان قسمتی از شهر کاشمر نام برد.

## اماکن تاریخی، آثار باستانی و جهانگردی
- آب‌انبار فروتقه
- حمام قدیمی فروتقه
- یخچال فروتقه
- خانه تنسگل؛ خانه‌ای تاریخی مربوط به دوره پهلوی است که در شهرستان کاشمر، روستای فروتقه واقع شده است. امروزه این خانه به اقامتگاه بومگردی تغییر کاربری داده و در فضایی به مساحت ۷۰۰ متر مربع دارای قدمتی بیش از ۸۰ سال و دارای ۱۲ اتاق جهت اقامت می‌باشد.[۳][۴]